# Tom Masiko
Tom Masiko (sinh ngày 17 tháng 2 năm 1996) là một cầu thủ bóng đá người Uganda thi đấu cho Vipers, ở vị trí tiền đạo.

## Sự nghiệp
Anh từng thi đấu bóng đá cho Kampala Capital City Authority và Vipers.
Anh ra mắt quốc tế cho Uganda năm 2013.